# Chris Jones (pallanuotista)
Christopher Jones, detto Chris (Penarth, 23 giugno 1884 – Penarth, 18 dicembre 1937), è stato un pallanuotista britannico, vincitore di una medaglia d'oro alle Olimpiadi di Anversa del 1920.